# Wahl einer Verfassungskommission auf den Seychellen 1992
Die Wahl einer Verfassungskommission auf den Seychellen 1992 wurde vom 23. bis zum 26. Juli 1992 auf den Seychellen durchgeführt. Aufgabe der so bestimmten Kommission sollte die Ausarbeitung einer neuen, demokratischen Verfassung für die Seychellen sein. Eine neue Verfassung war die Voraussetzung für den Übergang des Landes vom Einparteienstaat unter Führung der sozialistischen Seychelles People’s Progressive Front 1977.  Die Verfassungskommission wurde nach dem Verhältniswahlrecht gewählt, bei dem mindestens 5 % der Stimmen nötig waren, um einen der 22 Sitze zu gewinnen.
Die ehemalige Staatspartei Seychelles People’s Progressive Front errang dabei 14 Sitze, die übrigen 8 Sitze gingen an die Seychelles Democratic Party. Die Wahlbeteiligung lag bei 85,3 %. Die übrigen sechs angetretenen Parteien gingen leer aus.

## Ergebnisse
| Partei                                | Stimmen | %    | Sitze |
| ------------------------------------- | ------- | ---- | ----- |
| Seychelles People’s Progressive Front | 24 538  | 58,4 | 14    |
| Seychelles Democratic Party           | 14 150  | 33,7 | 8     |
| Seselwa Party                         | 1 829   | 4,4  | 0     |
| National Alliance Party               | 672     | 1,6  | 0     |
| Seychelles Movement for Democracy     | 322     | 0,8  | 0     |
| Seychelles National Party             | 259     | 0,6  | 0     |
| Seychelles Liberal Party              | 201     | 0,5  | 0     |
| Seychelles Christian Democrats        | 54      | 0,1  | 0     |
| ungültig                              | 623     | —    | —     |
| total                                 | 42 645  | 100  | 22    |
| Quelle: Nohlen et al.                 |         |      |       |